# KkStB-Tenderreihe 24
Die kkStB-Tenderreihe 24 war eine Schlepptenderreihe der kkStB, deren Tender ursprünglich von der SNDVB (ÖNWB) stammten.
Die SNDVB beschaffte diese Tender 1872 bis 1875 bei Ringhoffer in Prag-Smichov und bei der Lokomotivfabrik Floridsdorf.
Sie konnten bei gleichem Leergewicht etwas mehr Vorräte aufnehmen als die Reihe 11.
Nach der Verstaatlichung reihte die kkStB die Tender als Reihe 24 ein.
Sie blieben immer mit Maschinen der Reihe 133 (ex ÖNWB IVa und IVb) gekuppelt.